# Ridge Racer 6
Ridge Racer 6 è un simulatore di guida, sesto capitolo della serie Ridge Racer.
A differenza dei precedenti e successivi giochi usciti per le console Playstation, questo titolo uscì solo ed esclusivamente per la console Xbox 360.